# Tephronia codetaria
Tephronia codetaria is een vlinder uit de familie spanners (Geometridae). De wetenschappelijke naam is voor het eerst geldig gepubliceerd in 1881 door Oberthur.
De soort komt voor in Europa.